# Vanadium-51
Vanadium-51 of 51V is de enige stabiele isotoop van vanadium, een overgangsmetaal. De abundantie op Aarde bedraagt 99,75%. Daarnaast komt ook de radioactieve isotoop vanadium-50 in kleine hoeveelheden voor. Vanwege het feit dat vanadium maar één stabiele isotoop kent, valt het element onder de mono-isotopische elementen.
Vanadium-51 ontstaat onder meer bij het radioactief verval van titanium-51 en chroom-51.
40V · 41V · 42V · 43V · 44V · 44mV · 45V · 46V · 46mV · 47V · 48V · 49V · 50V · 51V · 52V · 53V · 54V · 54mV · 55V · 56V · 57V · 58V · 59V · 60V · 60m1V · 60m2V · 61V · 62V · 63V · 64V · 65V · 66V · 67V